# C38 (Namibië)
De C38 is een secundaire weg in het noordwesten van Namibië. De weg loopt van Otjiwarongo via Outjo naar Okaukuejo. In Otjiwarongo sluit de weg aan op de B1 naar Windhoek en Tsumeb.
De C38 is 180 kilometer lang en loopt door de regio's Otjozondjupa, Kunene en Oshikoto.